# 蔣學鏞
蔣學鏞（?—?），字聲始，號樗庵，清朝鄞縣人。
全祖望的表弟，治學勤精刻苦，得祖望史學之傳。乾隆三十六年舉人。知縣舉為孝廉方正，辭不就。张寿镛称他“继谢山之学，上承万氏（万斯同），以史学名。”著《鄞志稿》、《读经偶钞》、《三礼补笺》、《樗庵存稿》等。